# Cooperativa agraria
Una cooperativa agraria es una cooperativa donde los agricultores ponen en común sus recursos en ciertas áreas de actividad.

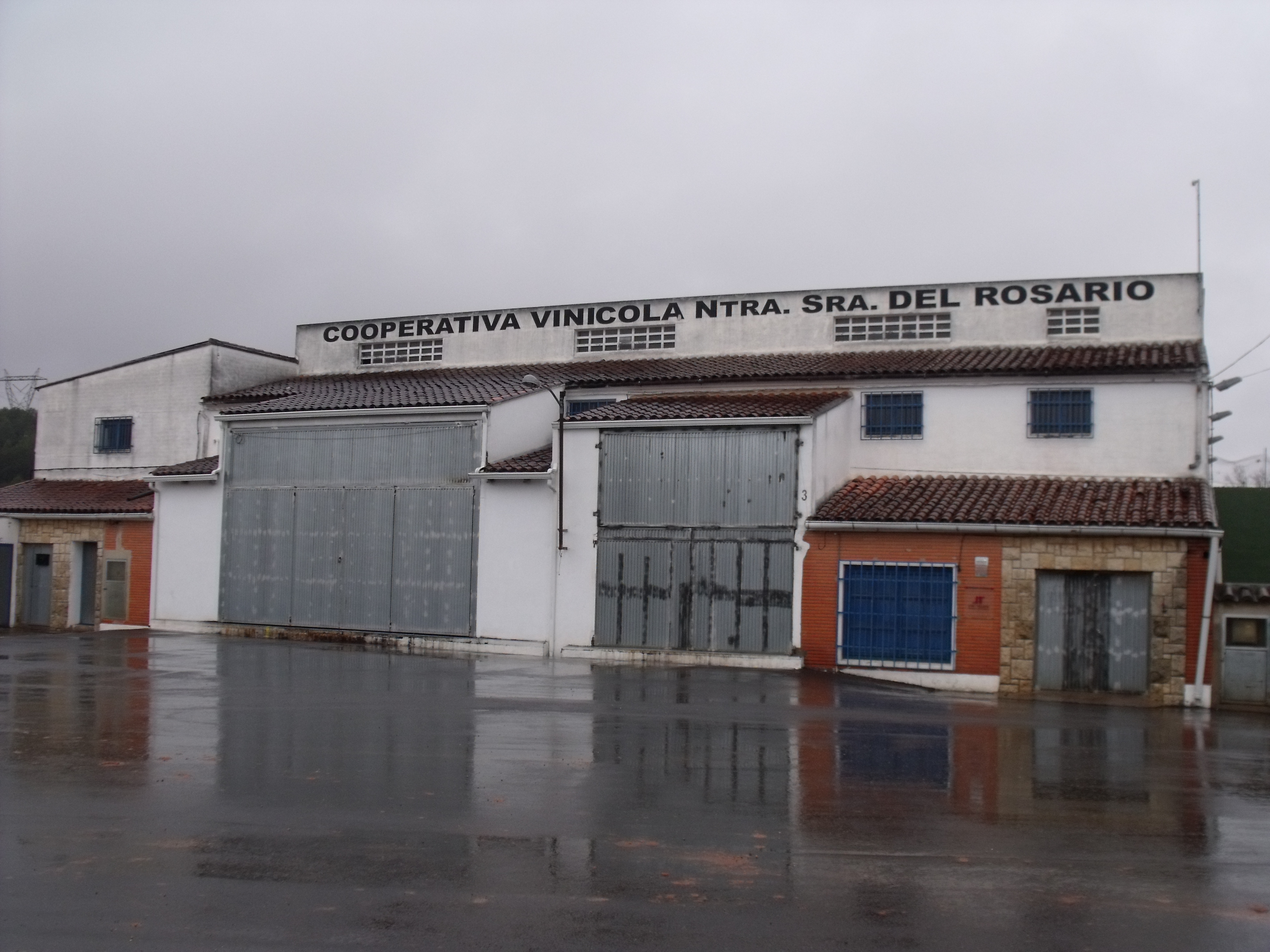
Instalaciones de una cooperativa vinícola en El Rebollar, Requena (España).

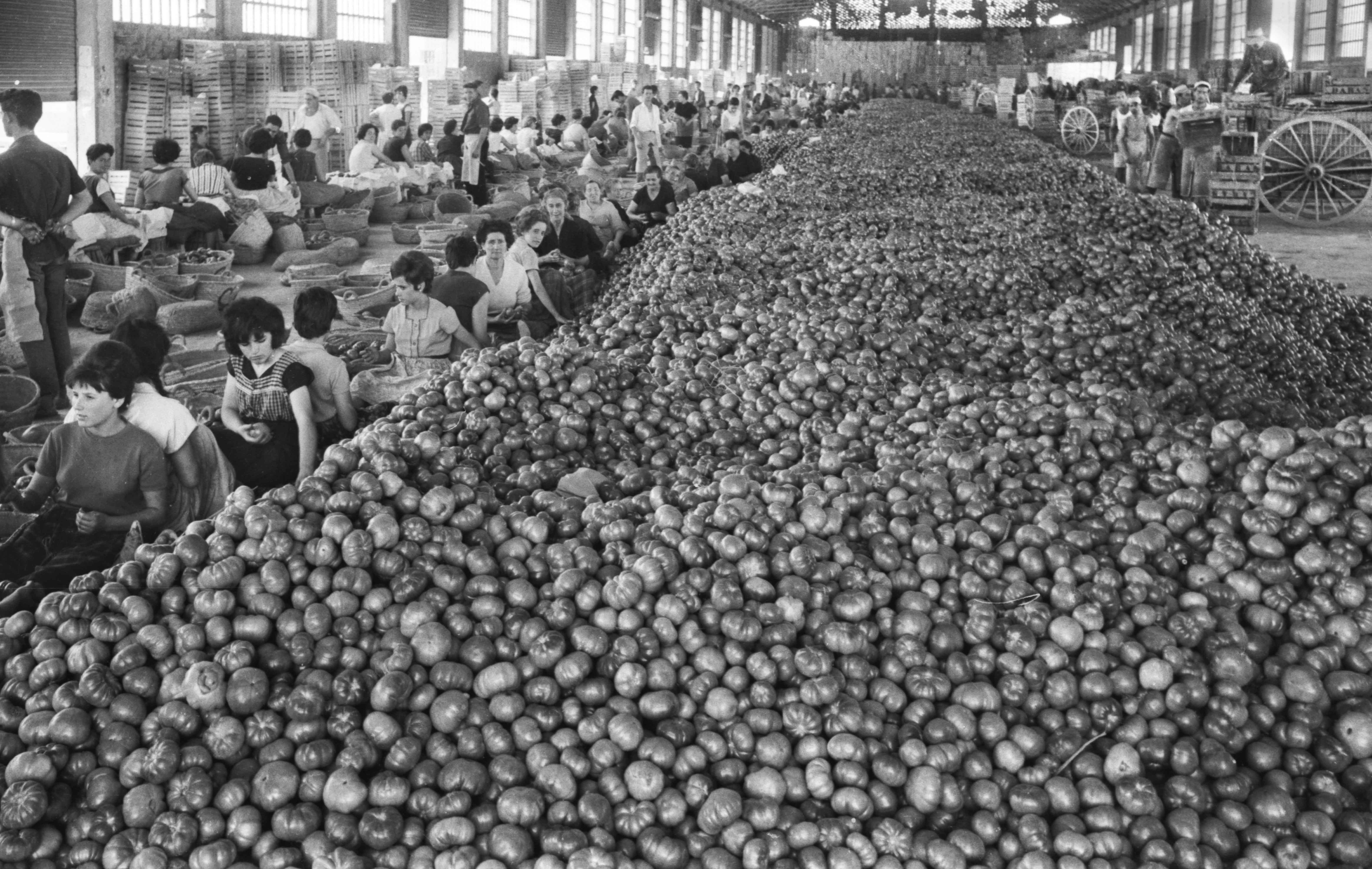
Cooperativa agraria de Alginet, 1963

Se distingue entre Cooperativas de servicios agrícolas que proveen varios servicios a sus miembros individualmente y Cooperativas de explotación comunitaria de la tierra (o de producción agrícola), donde los recursos productivos (tierra, maquinaria) se ponen en común y los miembros labran conjuntamente. Las cooperativas de producción agrícola son relativamente poco frecuentes en el mundo y se conocen ejemplos de granjas colectivas en países de tradición comunista y en los kibbutzim de Israel. De la misma manera puede aplicarse al ámbito de la ganadería, en cuyo caso se habla de cooperativa agraria o ganadera.
El significado más común de cooperativa agraria es normalmente cooperativas de servicios, que es la forma predominante en el mundo. Hay dos tipos de Cooperativas de servicios agrícolas: las cooperativas de suministros y las cooperativas de mercado. Las primeras abastecen a sus miembros con inputs para la producción, como semillas, fertilizantes, combustible y maquinaria. Las segundas se establecen para transformar, empaquetar, distribuir y hacer marketing de sus propios productos agrícolas (tanto cosechas como ganado). Los granjeros también utilizan cooperativas de créditos como fuente de financiación tanto para el pago de mano de obra como para las inversiones.

## Orígenes
Las primeras cooperativas agrícolas se crearon en Europa en la segunda mitad del siglo XIX. Más tarde se exportó la idea a otros continentes. Resultan ser una de las herramientas de desarrollo agrícola en los países emergentes y del tercer mundo.
Están relacionadas con las cooperativas de ahorro y crédito y las mutuas, de hecho fueron creadas en el mismo período con el propósito de ofrecer préstamos. Algunas de ellas se han convertido en bancos como Credit Agricole o Rabobank.
La cooperativa es una empresa económica de administración democrática y en beneficio común.

## Cooperativas de explotación comunitaria de la tierra
Las cooperativas de explotación comunitaria de la tierra son las que se asocian a titulares de algún derecho que lleve aparejado el uso o disfrute de tierras y otros bienes inmuebles, susceptibles de explotación agraria, que ceden dichos derechos a la cooperativa y que presentan o no su trabajo a la misma, pudiendo asociar también a otras personas físicas que sin ceder a la cooperativa derechos de disfrute sobre bienes y prestan su trabajo en la misma pero para la explotación.
Dentro de éstas y según el tipo de asociados, en Colombia han cobrado alguna importancia las Administraciones Públicas Cooperativas, integradas, aun cuando fuere parcialmente, por entidades públicas.
Asocian a los pequeños o medianos productores de campo, 
ya sean propietarios o arrendatarios, aparceros, etc y procuran satisfacer sus necesidades económico-sociales mediante la realización de diversas funciones y actividades.